# Gavarno Vescovado
Gavarno Vescovado [ɡaˈvarno veskoˈvaːdo] (Gaàren Escoàt in dialetto bergamasco) è una frazione del comune di Scanzorosciate in provincia di Bergamo.
Gavarno Vescovado è una parrocchia, dedicata a Santa Croce, che viene festeggiata il 1º maggio, appartenente alla diocesi di Bergamo, la cui estensione territoriale è inferiore rispetto a quella del comune.

## Geografia fisica
La località è posta su un territorio collinare che dista pochi chilometri da Bergamo, nella Valle Gavarnia, laterale alla Val Seriana. Venne probabilmente scelta per questi motivi dalla diocesi come sede estiva.

## Origini del nome
Il nome deriva dal fatto che la frazione ha ospitato per secoli la villa estiva dei vescovi di Bergamo.

## Monumenti e luoghi d'interesse

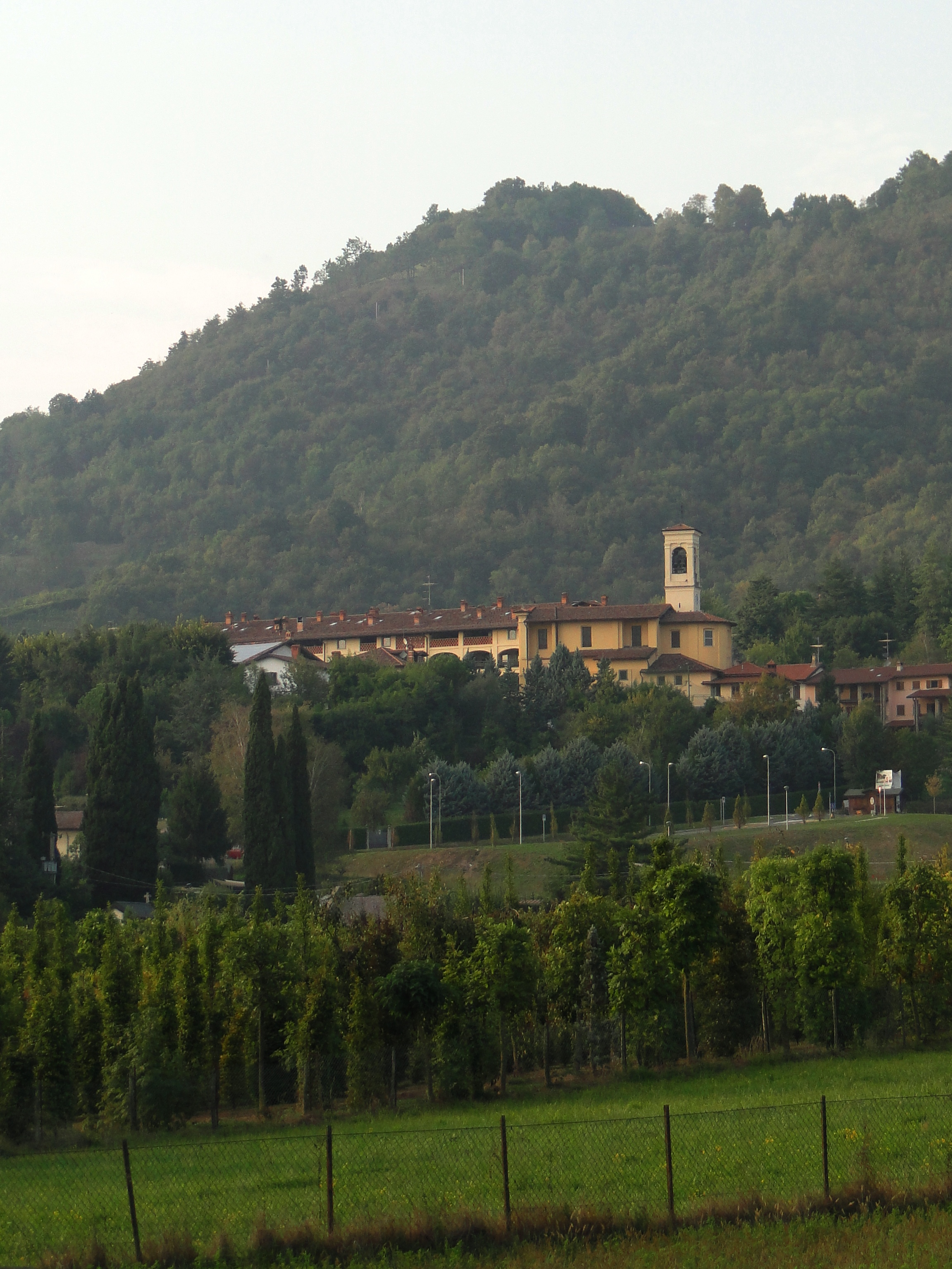
Gavarno Vescovado

### Architetture religiose
- Chiesa della Santissima Trinitàː[3][4] venne edificata nel 1725 per volere del cardinale Pietro Priuli e elencata nella visita pastorale dell'11 novembre 1780 del vescovo Giovanni Paolo Dolfin. Ottenne la separazione dalla parrocchia di Rosciate dal vescovo Luigi Maria Marelli con decreto del 23 novembre 1934.
 La chiesa venne consacrata il 3 maggio 1944 dal vescovo Adriano Bernareggi che la intitolò alla Santissima Trinità donando le reliquie dei santi Alessandro e Sebastiano che vennero poste sull'altare dedicato alla Madonna Addolorata 
All'interno della chiesa vi sono conservate le tele di Antonio Cifrondiː Disputa di Gesù con i dottori del Tempio,  la Lavanda dei piedi e Il sogno di Giacobbe.[2] Nella sagrestia è conservata una tela Il giudizio di Caifa di scuola tintorettiana[5]. 
L'organo è stato realizzato nel 1910 da Gualberto Nuvolazzi.[6] Nel cimitero posizionato vicino alla chiesa della Santissima Trinità vi è sepolto il compositore Victor de Sabata.[7]
- Cappella della Madonna Immacolata, costruita nel 1954 su disegno dell'ingegnere don Giuseppe Beretta fratello della beata Gianna Beretta Molla.[8][9][10]

### Architetture militari
- Castello di Gavarno risalente al XVI secolo, proprietà della diocesi e residenza estiva dei vescovi. Nei secoli venne utitlizzato come casa colonica e dalla fine del XX secolo ristrutturato, recuperato e adibito a ristorante privato[11]